# Wild (Adelsgeschlecht)

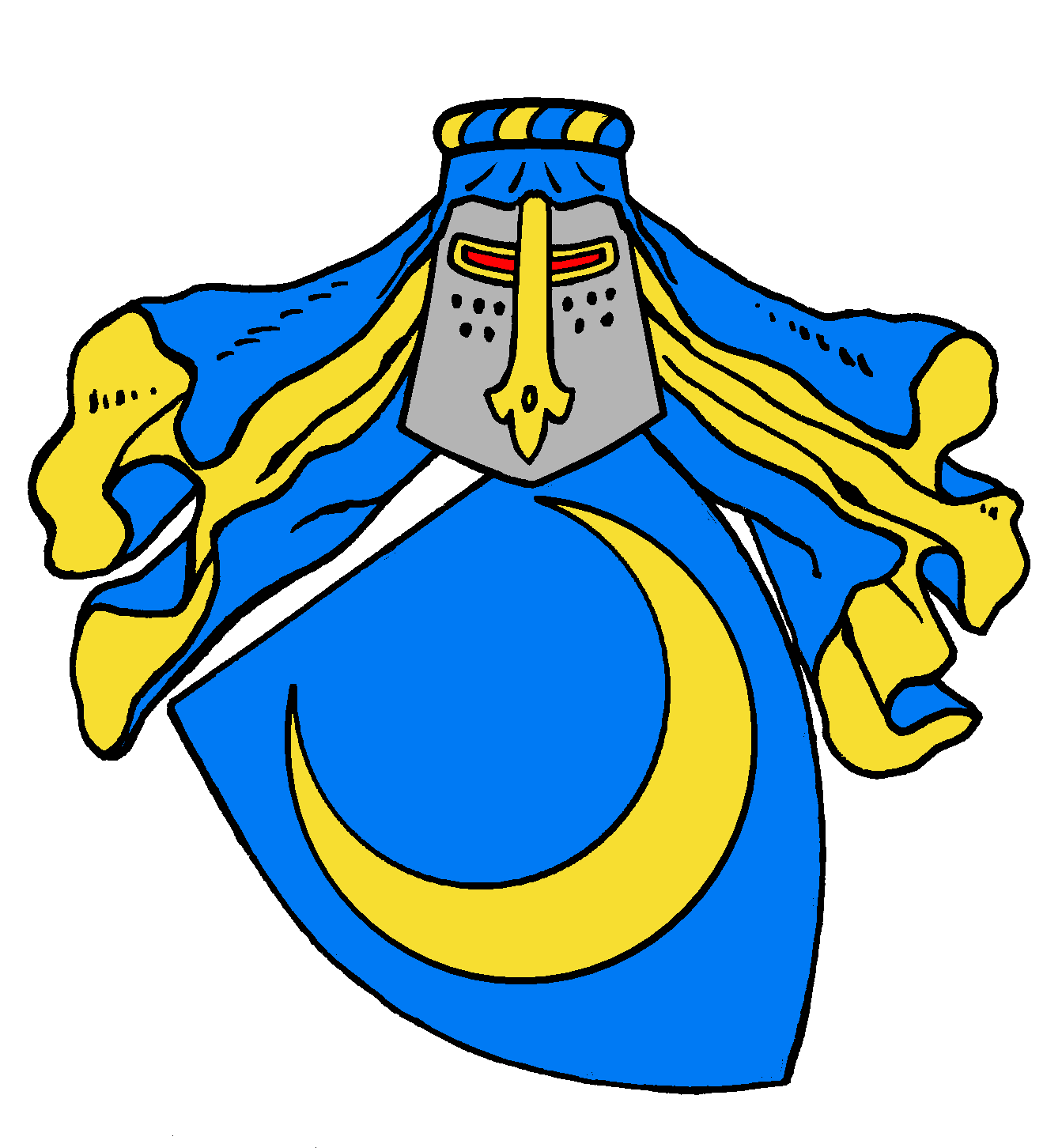
Wappen derer von Wild

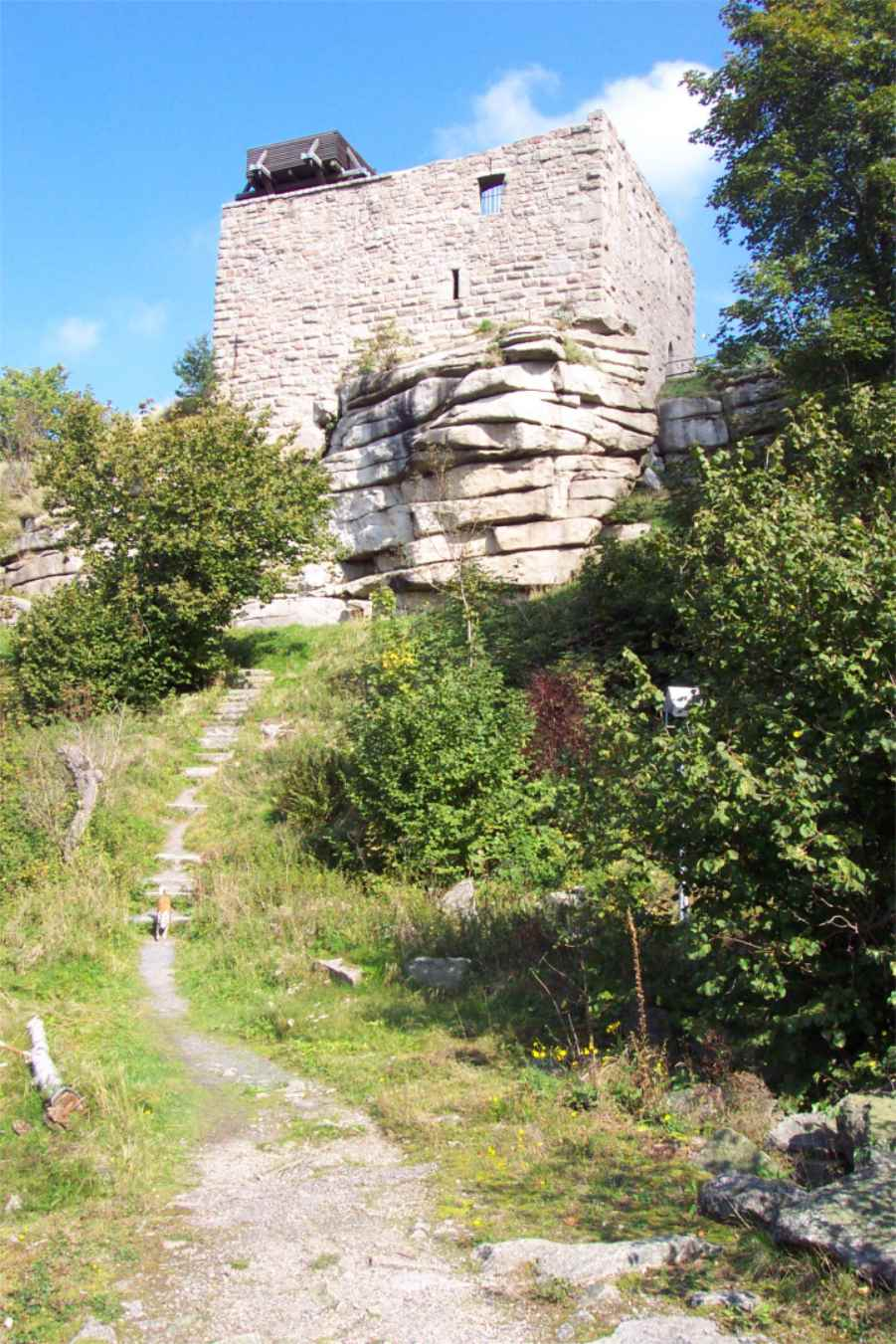
Die Burgruine Epprechtstein bei Kirchenlamitz

Die Familie von Wild war ein sächsisches Adelsgeschlecht, das auch in Teilen Frankens vertreten war.
Nachdem das Adelsgeschlecht der Säcke zusammen mit den Wilden auf dem Epprechtstein als Strauchdiebe bzw. Raubritter in Verruf geraten war, weil sie hauptsächlich Egerer Kaufleute entführten und nur gegen Lösegeld wieder freigaben, griffen die Burggrafen von Nürnberg ein, denen die Vorfälle nur allzu gut in ihre Territorialpolitik passten. 1352 erstürmten sie das Raubschloss, um es danach zu Lehen zu erhalten.
Am 18. Mai 1356 verkauften die Wilden ihren Besitz an die Burggrafen von Nürnberg. Dazu gehörten die Burg Epprechtstein, diverse Siedlungen, Grundbesitz, darunter beispielsweise Fischteiche, auch Bergwerke und weitere Rechte.
Als Siedlungen der Herrschaft sind im Kern genannt: „kirchen Lomicz“, „Lauterbach“ (Wüstung), „frawengruen“ (Wüstung), „heidelheim“, „Wolfspach“ (Wüstung), „Rabenlesin“ (Wüstung), „daz Meyrhoeflin under dem Duerrenperg“ (Dürr: Turmhügel, nicht Dürrnberg), „protkorp“ (Wüstung Brotkorb), „daz Meyerhoflin vnd daz preuhues“ (Bräuhaus, Wüstung, Flur Bräurangen) zwischen dem „Ekprehtstein vnd den Dorffern“ gelegen (…); „darnach an Hagenbuech“, „zwendorf“, „Dyetrichspurg“ (wohl Niederlamitz), „pruenn“, „Spilberg“, „Lenkin“ (Rohrsbach) „hie dissit der Eger“, gegen dem „Ekprehtstein warts“, „Reynbotengruen vnd hindern Sloppin (...)“.
Als Streubesitz oder als Siedlung mit einzelnen Rechten sind in der Urkunde noch die Orte „Steinselbin“, „puechpach“, „pruenn“, „wezzebach“ und „Vilicz“ genannt.
Das Wappen derer von Wild zeigt einen nach oben geöffneten goldenen Halbmond in blauem Feld. Ein ähnliches Wappen wird auch von dem süddeutschen Adelsgeschlecht Woellwarth geführt.